# Servando Bayo
Servando Florencio Bayo (Rosario, 27 de octubre de 1822 – Buenos Aires, 18 de mayo de 1884) fue un pedagogo, militar y político argentino y vigésimo primer (21º) Gobernador de Santa Fe.

## Biografía
Servando era hijo de don Marcelino Bayo, juez de paz de la ciudad de Rosario, y de doña Petrona Alcácer. Había nacido en Rosario y, había realizado la carrera militar. Su rectitud, buen sentido y carácter afable y llano lo llevaron a ser una de las personas más importantes de la provincia.
Cuando en 1859 se libró la batalla de Cepeda, Bayo formaba parte de las fuerzas de la Confederación Argentina con el rango de capitán, siendo ayudante del coronel Nicolás Martínez Fontes, quien cayera gravemente herido. Frente a este hecho, Bayo puso en peligro su vida levantando a su jefe, ayudándolo a subir al caballo y salvándolo de una muerte segura. Tiempo después, Urquiza premiaría ese acto de arrojo.
Como político, fue Jefe Político de Rosario (cargo comparable a un intendente no electo), para en 1874 convertirse en gobernador de la provincia de Santa Fe, con Juan Manuel Zavalla como su vicegobernador.
Cuando en 1874 asumió la presidencia Nicolás Avellaneda, Servando Bayo era gobernador de Santa Fe. El inicio del gobierno de Avellaneda estuvo plagado de acusaciones de fraude y presenció un levantamiento militar de parte de Bartolomé Mitre. La provincia de Santa Fe corrió solícita a mantener el orden y velar por la integridad del Estado Nacional. A tal fin, Servando Bayo presentó un lucido cuerpo de "Gendarmes Rosarinos", armados de Remington, sustituyendo a los fusiles antiguos.
Una vez instalado como presidente, Avellaneda tomó la decisión de resarcir económicamente los gastos de aquellas provincias que habían cooperado contra los revolucionarios opositores a su elección. Cuando pasó por los gastos de Santa Fe, encontró que la provincia más adicta en la contienda fuera la que menos demandaba. Bayo se expresó en forma brusca: "es que no he robado, ni he dejado robar a nadie, Señor presidente". Dignas palabras que describen el honor y la honestidad que formaban parte de su persona.
Durante su gobierno se creó el Banco Provincial de Santa Fe, con el objetivo de aumentar el acceso al crédito para la empresa y sector productivo.
Eran públicas sus reglas de transparencia y austeridad a partir de los más altos círculos gubernamentales, castigando severamente todo intento de malversación de bienes comunes.
El gobernador Bayo creó la oficina del inspector general de Escuelas, que fue la base para el actual Ministerio de Educación provincial, y aprobó una ley que hizo obligatoria la educación primaria para todos los niños. El 28 de febrero de 1875 inauguró el Colegio Nacional en la ciudad de Rosario.
Pese a la crisis económica que sacudía al país por ese entonces, Bayo logró incrementar la renta pública, levantar una Casa de Justicia y la torre del Cabildo de Santa Fe.
En 1876, la sucursal Rosario del Banco de Londres y Río de la Plata, gestionado por Norberto de la Riestra, pretendía monopolizar la emisión de moneda y, con maniobras especulativas, provocó corridas financieras para debilitar al Banco de la Provincia. Entonces el gobernador encarceló al gerente Behn, incautó el oro bajo recibo y ordenó su liquidación. El hecho provocó que Manuel Quintana, representante legal del Banco de Londres, pidiera al cónsul inglés en Buenos Aires que una cañonera bombardease Rosario si el gobierno de Santa Fe no dejaba sin efecto la intervención del banco. La cañonera Beacon zarpó del puerto de Montevideo con ese propósito y se instaló frente a las barrancas de Rosario. El episodio no pasó a mayores gracias a la intervención del canciller argentino Bernardo de Irigoyen. El resultado final fue que el Banco de Londres aceptó las condiciones impuestas por el gobierno de Santa Fe. Este asunto es más importante de lo que parece en un primer análisis. En 1824 Argentina había firmado un tratado con la Gran Bretaña por el que se comprometía a no actuar en contra de los comerciantes y ciudadanos ingleses aún en caso de guerra entre los dos países. El gobierno argentino basó su postura en que una sociedad anónima no tiene nacionalidad. Bernardo de Irigoyen se expresa: “Debe su existencia exclusivamente a la ley del país que la autoriza: no hay en ella nacionales ni extranjeros, no hay individuos de existencia material.  No son las personas quienes se asocian sino los capitales bajo forma anónima como la palabra lo indica.  No hay nombres, ni personas, ni responsabilidad individual comprometida”. El encargado británico le envió otra carta en disidencia, a lo que Irigoyen respondió: “Siento que Su Señoría discrepe conmigo... pero el hecho que las acciones hayan sido suscriptas por individuos de una nacionalidad es eventual y no puede desnaturalizar que hoy están en poder de ingleses que pueden pasar fácilmente a manos de ciudadanos de otros países”.
Seguidamente a finalizar su periodo como gobernador fue nombrado inspector general de Armas de la provincia; y nuevamente, aunque esta vez interinamente, jefe político de Rosario. En dicho puesto lo tomó la revolución de 1880, suceso que se produjo en las proximidades de las elecciones presidenciales y "la cuestión capital de la República" que aún no había sido resuelta.
Al estallar el enfrentamiento armado entre la provincia de Buenos Aires y el resto del país, Servando Bayo tomó parte de los sucesos que desembocaron en la llegada de Julio Argentino Roca a la presidencia.
Estaba desempeñándose como senador nacional por la provincia de Santa Fe cuando lo sorprendió la muerte. Sus restos fueron transportados desde Buenos Aires hasta Rosario en el Ariete Torpedero Maipú con honores de jefe de Estado y reposan en la iglesia del Convento de San Lorenzo.
En una breve síntesis realizada por el intendente Gabriel Carrasco en 1888, en que narraba por orden cronológico todas las obras de Servando Bayo, resumía en estas breves palabras un concepto de su persona: «Fue honrado, fue justo, fue magnánimo».